# محادثات جنيف الدولية
محادثات جنيف الدولية هي محادثات دولية انطلقت في جنيف، سويسرا، في أكتوبر 2008، لمعالجة عواقب الصراع في جورجيا. تشترك في رئاستها منظمة الأمن والتعاون في أوروبا، والاتحاد الأوروبي، والأمم المتحدة، وتجمع عملية جنيف ممثلين عن المشاركين في الصراع - جورجيا، روسيا، أبخازيا وأوسيتيا الجنوبية الانفصالية عن جورجيا، وكذلك الولايات المتحدة.  
بعد توقف بعثات الأمم المتحدة ومنظمة الأمن والتعاون في أوروبا في أبخازيا وأوسيتيا الجنوبية، على التوالي، في أعقاب الحرب الروسية الجورجية في أغسطس 2008، تظل دائرة المخابرات العامة هي المنصة الوحيدة لجميع الأطراف المهتمة لمناقشة القضايا المتعلقة بالأمن والاحتياجات الإنسانية للسكان المتضررين من النزاع.  
يعد الالتزام بعدم استخدام القوة أحد القضايا الرئيسية التي نوقشت في العديد من جولات دائرة المخابرات العامة. كانت جورجيا قد تعهدت من جانب واحد بعدم استخدام القوة في 23 نوفمبر 2010  ومنذ ذلك الحين أصرت روسيا على أن تفعل الشيء نفسه. ترفض الحكومة الروسية السير في الدعوى، مدعية أنها ليست طرفًا في النزاع. وبدلاً من ذلك، تريد من جورجيا توقيع معاهدات تتوخى عدم استخدام القوة مباشرة مع أبخازيا وأوسيتيا الجنوبية، وهو ما ترفضه جورجيا بسبب كون الكيانات جزءًا من دولتها ذات السيادة.  كما أعربت روسيا عن قلقها بشأن العلاقات الجورجية مع الناتو والتعاون العسكري مع الولايات المتحدة.
مصدر آخر للخلاف هو قضية عودة المشردين داخليا واللاجئين، ومعظمهم من أصل جورجي، والتي يرفض ممثلو أبخازيا وأوسيتيا الجنوبية، بدعم روسي، مناقشتها ما دامت جورجيا قادرة على تأمين القرارات السنوية بشأن النازحين في الجمعية العامة للأمم المتحدة. ومن بين الموضوعات التي تم تناولها في المحادثات تلك المتعلقة بلغة التدريس في المدارس في المناطق ذات الأغلبية العرقية الجورجية في أبخازيا (مثل مقاطعة غالي) وكذلك حرية التنقل والأشخاص المفقودين والتراث البيئي والثقافي. 
في صيف عام 2016، قال نائب وزير الخارجية الأبخازي، كان تانيا، في مقابلة مع صحيفة جونج فيلت الألمانية، إن المناقشات في جنيف قد توقفت. 